# Elcio Abdalla
Elcio Abdalla é um físico teórico brasileiro com reconhecimento internacional e importante liderança na pesquisa de física teórica no Brasil. Desde 2016, coordena o desenvolvimento do radiotelescópio BINGO, um projeto internacional para construir um telescópio na Paraíba, visando a observação das Oscilações Acústicas de Bárions.
Com doutorado e pós-doutorados pela Universidade de São Paulo, ele é atualmente professor titular do Departamento de Física Matemática dessa universidade. Foi também pesquisador associado em Hamburgo, Copenhagen, Trieste, CERN e Fudan (Shanghai).
Recebeu o prêmio Weisskopf do Instituto Abdus Salam, Trieste, em 1992.
Escreveu em coautoria com Alberto Saa o livro "Cosmologia - dos mitos ao centenário da Relatividade", publicado pela Editora Blucher.